# Anatoli Olizarenko
Anatoli Vladímirovitx Olizarenko (en rus Анатолий Владимирович Олизаренко) (Sant Petersburg, 25 de setembre de 1936 - Shikotan, 30 de gener de 1984) va ser un ciclista soviètic d'origen rus, que va córrer durant els anys 50 i 60 del segle xx.

## Palmarès
- 1958
  - 1r a la Volta a Egipte i vencedor d'una etapa
- 1962
  - Vencedor d'una etapa a la Volta a Tunísia
- 1963
  -  Campió de la Unió Soviètica en Contrarellotge per equips